# 斯維拉娜·亞歷塞維奇
斯韦特兰娜·亚历山德罗夫娜·阿列克西耶维奇（羅馬化：Svyatlana Alyaksandrawna Aleksiyevich，1948年5月31日—），白俄羅斯記者兼散文作家，2015年因“她複述寫作法的作品，為當代世人的苦難與英勇樹立了一座紀念碑”而获得諾貝爾文學獎。她也是第一个获得该奖的白俄罗斯人。

## 生平
斯維拉娜·亞歷塞維奇出生於蘇聯烏克蘭蘇維埃社會主義共和國西南部斯坦尼斯拉夫（1962年改稱伊万诺-弗兰科夫斯克），父親為白俄羅斯人、母親是烏克蘭人，父母二人都是乡村教师，后来举家迁往白俄罗斯。白俄罗斯国立大学新闻系畢業後，她曾在幾個當地報紙任職記者，然後在明斯克為文學雜誌記者。她敘述了職業生涯中最引人注目的事件，如美蘇冷戰，蘇聯阿富汗戰爭，蘇聯解體和切尔诺贝利核事故。受到盧卡申科政權迫害後，她在2000年離開白俄羅斯。國際城市避難網絡提供她庇護所，接下來十年，她住在巴黎，哥德堡和柏林，在2011年搬回明斯克。
2013年、2014年，亞歷塞維奇连续获诺贝尔文学奖提名，入围最终决选名单。2015年10月8日，她獲得諾貝爾文學獎。

## 政治活动
2020年白俄罗斯示威期间，亞歷塞維奇加入了反对派协调委员会，担任委员。8月20日，白俄罗斯总检察长亚历山大·科努克以企图夺取国家政权和损害国家安全为由，根据《白俄罗斯刑法》第361条对协调委员会成员提起了刑事诉讼。8月26日，白俄罗斯当局向亞歷塞維奇询问了她参与该委员会的情况。9月9日起，白俄罗斯政府派出黑衣男子前往亞歷塞維奇家进行骚扰，立陶宛、波兰、捷克、罗马尼亚、斯洛伐克和瑞典派遣外交官前往亞歷塞維奇家进行看护，以防止她被抓走。
2020年9月28日，亞歷塞維奇離開白俄羅斯前往德國，亞歷塞維奇的助理表示，她已離開白俄羅斯前往德國，目的是進行治療及工作上的事物，此行與政治無關，結束後就會返國。

## 主要作品
以下列出其主要作品及相应中文译本
- У войны не женское лицо（俄语：У войны не женское лицо），明斯克，文学艺术出版社，1985年
  - 《战争中没有女性》 ，吕宁思译，昆仑出版社，1985年9月，统一书号: 10282-4
  - 《我是女兵，也是女人》，呂宁思譯，九州出版社，2015年，ISBN 978-7-5108-3913-9。根据莫斯科时代出版公司2013年版本译出
  - 《战争没有女人的脸》，呂宁思譯，猫头鹰出版社，2016年10月，ISBN 978-986-262-307-7。根据莫斯科时代出版公司2013年版本译出
- Последние свидетели: сто недетских колыбельных（俄语：Последние свидетели），莫斯科，青年近卫军出版社（英语：Molodaya Gvardiya (publisher)），1985年
  - 《我还是想你，妈妈》，晴朗李寒譯，九州出版社，2015年，ISBN 978-7-5108-3893-4
  - 《我还是想你，妈妈》，晴朗李寒譯，猫头鹰出版社，2016年9月，ISBN 978-986-262-304-6。根据莫斯科时代出版公司2013年版本修订
- Цинковые мальчики（俄语：Цинковые мальчики），莫斯科，青年近卫军出版社，1991年
  - 《锌皮娃娃兵》，乌兰汗譯，昆仑出版社，1999年1月，ISBN 978-7-80040-338-5
  - 《锌皮娃娃兵》，高莽譯，九州出版社，2012年，ISBN 978-7-5108-3083-9
  - 《锌皮娃娃兵》，高莽、陈翠娥、魏岑芳、陈志豪譯，猫头鹰出版社，2016年12月，ISBN 978-986-262-315-2。根据莫斯科时代出版公司2013年版本补译
- （《被死神迷住的人》），莫斯科，SLOVO（俄语：СЛОВО (Издательство)），1994年，ISBN 5-85050-357-9
- ，莫斯科，1997年，ISBN 5-86095-088-8
  - 《切尔诺贝利的祈祷（未来的记事）》，田大畏译（收入昆仑出版社版《锌皮娃娃兵》，1999年1月，ISBN 978-7-80040-338-5）
  - 《車諾比的悲鳴》，方祖芳、郭成业譯，馥林文化，2011年，ISBN 978-986-607-622-0
  - 《切尔诺贝利的回忆：核灾难口述史》，王甜甜译，凤凰出版社，2014年，ISBN 978-7-5506-0924-2
  - 《我不知道该说什么，关于死亡还是爱情：来自切尔诺贝利的声音》，方祖芳、郭成业譯，花城出版社，2014年，ISBN 978-7-5360-7137-7 （精装本，2015年，ISBN 978-7-5360-7686-0）
  - 《车诺比的声音：来自二十世纪最大灾难的见证（首次完整俄文直译，台湾版特别收录核灾30周年纪实摄影）》，陈志豪译，猫头鹰出版社，2018年6月，ISBN 978-986-262-327-5
  - 《切尔诺贝利的祭祷》，孙越译，中信出版集团，2018年8月，ISBN 978-7-5086-9046-9
- ，莫斯科，时代出版社（俄语：Время (издательство)），2013年，ISBN 978-5-9691-1129-5
  - 《二手时间（德语：Secondhand-Zeit）》，呂宁思譯，中信出版社，2016年1月，ISBN 978-7-5086-5834-6
  - 《二手時代：追求自由的烏托邦之路》，呂思寧譯，貓頭鷹出版，2016年12月，ISBN 978-986-262-316-9